# Rodolfo Coria
Rodolfo Anibal Coria es un paleontólogo argentino. Es profesor de Ciencias Naturales egresado del Instituto Superior del Profesorado "Dr. Joaquín V. González" con un postgrado en Paleontología, y hasta marzo del 2007 dirigió ad honorem el Museo Carmen Funes de Plaza Huincul, en la Provincia del Neuquén en Argentina. Actualmente se dedica exclusivamente a la investigación como Investigador Independiente del CONICET.
Ha descrito numerosas especies de animales prehistóricos, entre las que se destacan: Argentinosaurus —cuya especie tipo, A. huinculensis, descubrió con José Fernando Bonaparte en 1993—, Giganotosaurus carolinii, uno de los carnívoros terrestres más grandes conocidos, al género de pequeños ornitópodos Gasparinisaura (con Leonardo Salgado, 1996) y Quilmesaurus (2001).
Junto con su colega Luis M. Chiappe, descubrió Auca Mahuevo, el sitio de anidación de dinosaurios más grande conocido, de donde se obtuvieron los primeros embriones encontrados de saurópodos y la primera muestra de piel de embrión de dinosaurio.
Ha dirigido tesinas y dirigido varias becas de doctorandos en varias universidades del país. Coria se formó como paleontólogo bajo la dirección de Bonaparte, con quien trabajó en el Museo de Ciencias Naturales de Buenos Aires.

## Abreviatura (zoología)
La abreviatura Coria  se emplea para indicar a Rodolfo Coria como autoridad en la descripción y taxonomía en zoología.